# Topino
Ne doit pas être confondu avec Topin ou Taupin.
Le Topino  (en latin : Timia), est un cours d'eau de la province de Pérouse de la région Ombrie en Italie et un affluent du Chiascio donc un sous-affluent du fleuve le Tibre.

## Description
Il prend sa source au mont Pennino dans la frazione de Sorgenti del Topino, près de Bagnara, dans la commune de Nocera Umbra à une altitude de 649 m.
Peu après sa source, le  Topino reçoit les eaux du cours d'eau Fosso di Bagni, passe à Nocera Umbra en direction de Foligno. Ses affluents sont les rivières Menotre, Teverone, Timia, les torrents Caldognola, Alveolo, Chiona, Attone, Ose, Tattarena, le Fosso dell'Anna, ainsi que le Maroggia et le Clitumne.
Le Topino traverse les communes de Nocera Umbra, Valtopina, Foligno, Bevagna, Cannara et Bettona.
Il s'unit au Chiascio dans la frazione Passaggio de Bettona et se jette dans le Tibre.
La seule ville importante traversée par le Topino est Foligno. Dans la première moitié du XIXe siècle la rivière y a été régulée par l'ingénieur Antonio Rutili (Foligno, 1799-1850) afin de protéger la ville des inondations. Il existe aussi un parc fluvial urbain du Topino.
Sa portée est fortement réduite par suite de la captation des eaux à sa source pour alimenter les aqueducs urbains de Pérouse et mettant parfois en danger la vie de la rivière. Malgré tout, le Topino reste l'affluent le plus important du Chiascio.

## Histoire
Dans l'Antiquité le fleuve était connu d'abord sous le nom ombrien de Supunna et ensuite avec le nom latin Timia.
La rivière Topino est citée par Dante Alighieri dans le XIe chant du Paradis.

## Sources
- (it) Cet article est partiellement ou en totalité issu de l’article de Wikipédia en italien intitulé « Topino » (voir la liste des auteurs).